# Samurái (cantante)
Héctor Everzon Hernández Beltrán (Bogotá, 4 de agosto de 1984-c. 13 de diciembre de 2017), más conocido como Samurai, fue un rapero y compositor colombiano.

## Biografía
Practicaba break dance en su juventud. Vivió en el barrio Boyacá de la localidad de Engativá y luego en Ciudad Bolívar. Inició su carrera musical en la localidad de Ciudad Bolívar (Bogotá) en 1998 con una agrupación llamada Octavo Imperio y luego como solista, dándose a conocer como el pintor, cantor, poeta. Su música llegó a la radio en 2002. En el 2003 fundó su propio sello musical Sangre oculta récords. Públicó 4 álbumes de estudio. Se presentó en conciertos en México, Ecuador y Perú. Participó en varias ediciones del festival Hip Hop al Parque y colaboró con varios artistas colombianos y latinos.

## Discografía
- Letras para el alma (2005).[6]
- Sangre sobre el pentagrama (2009).[7]
- La edad de la demencia (2013).
- El funeral del tiempo (2016).[8]

## Muerte
Desaparecido desde el 13 de diciembre de 2017, tras lo cual se inició su búsqueda. Se realizaron marchas pidiendo saber de su paradero. Su cuerpo fue hallado el 4 de enero de 2018, en el barrio Mochuelo Bajo, en la localidad bogotana de Ciudad Bolívar y fue identificado por ADN el 15 de enero de 2018.